# إدريس بن اليمان
أبو علي إدريس بن اليَمان بن سام العَبدَري اليابسي (؟ - 470 هـ/ 1077 م) شاعر أندلسي من أهل القرن الحادي عشر الميلادي/ الخامس الهجري. ولد في جزيرة يابسة من جزر البليار ونشأ وتعلم في دانية. مدح بعض ملوك الطوائف من بنو حمود وبنو عباد وبنو ذي النون. هو من الشعراء البارزين في عصره وعاش حوالي ثمانين سنة. 

## سيرته
هو أبو علي إدريس بن اليَمان بن سام العَبدَري اليابسي الشبيني. ينسب إلى يابسة، أصغر الجزر الشرقية في الأندلس، وإلى الشبين وهو شجر الصنوبر لأنه يكثر في بلده. أصل عائلته من قسطلة الغرب. 

ولد أبو علي في جزيرة يابسة ونشأ وتعلم في مدينة دانية، على الساحل الجنوبي الشرقي من الأندلس. وسكن فيها وبدأ حياته العامة بها وعُرِفت مواهبه الأدبية. ثم تركها وأخذ يتردّد على ملوك الطوائف، وتكسب بشعره، فمدح محمد المهدي ابن حمود، وابن منقة وزير يحيى بن حمود صاحب مالقة، ومجاهد العامري وابنه علي إقبال الدولة، والمأمون بن ذي النون، ثم مدح المعتضد بن عباد. 

توفي إدريس اليابسي سنة 470 هـ/ 1077 م فعاش ثمانين سنة أو أكثر.

## في الأدب
هو من الشعراء الأندلس وكان شاعرٌ جليل ومُكثرٌ مُطيلٌ، قال عنه عمر فروخ «نَجِد في شعره الوُجدانيّ عُذوبةً. أما شعره الرسمي في الفخر و البديع ففيه تقليدٌ للمشارقة في الأغراض والأسلوب. وهو مع ذلك، في الأندلس، من فحول الشعراء. ولم يكن بعد ابن دَرّاج من يجري مجراه في متانة التركيب وعُلُوّ النفس. وقد تصرّف في المديح تصرّفًا حسنًا، وكان يأخذ على القصيدة مائة دينارٍ. وغَزَلُه ونسيبه حسنان. وله وصف بارعٌ للخمر وللطبيعة. وله هجاء.»

ومن قصصه سأله المعتضد أن يمدحَهُ بقصيدةٍ يُعارض بها قصيدتَه السِينيةَ التي مَدَح بها ابن حمّود فقال له «أشعاري مشهورةٍ وبناتُ صدري كريمة. فمن أراد أن يَنكِحَ بِكرَها فقد عَرَف مهرها.» من شعره مشهور في الخمر:
وقال في فعل الخمر بشاربيها:
ومن أبياته القصيرة:
وله في لحية طويلة عريضة: